# Filó de Mègara
Filó de Megara o Filó Dialèctic (en llatí Philon, en grec antic Φίλων) fou un filòsof grec, deixeble de Diodor Cronos i amic de Zenó de Cítion, però una mica més vell, segons diu Diògenes Laerci.
En una obra seva, Menexenos, menciona les cinc filles del seu mestre. Va discutir amb ell les teories sobre l'argument dominant, i la veritat de les proposicions hipotètiques. Diodor defensava que les proposicions hipotètiques només eren verdaderes quan la clàusula antecedent només podia portar a una conclusió verdadera, i Filó argumentava que només eren falses aquelles que amb un antecedent correcte portaven a una conclusió incorrecta. Els dos filòsofs tenien prou arguments com per a demostrar la validesa de les seves afirmacions. Crisip de Soli va atacar les conclusions de cadascun d'ells.
Jeroni d'Estridó menciona un Filó Dialèctic com a instructor de Carnèades en contradicció a la cronologia, potser per indicar la tendència escèptica de les seves doctrines, i diu que va escriure l'obra Menexenos. Probablement és el mateix personatge que menciona ridiculitzant-lo Timó de Fliunt, al que anomena Filó d'Atenes, deixeble de Pirró.